# Autoba dubia
Autoba dubia är en fjärilsart som beskrevs av Butler 1886. Autoba dubia ingår i släktet Autoba och familjen nattflyn. Inga underarter finns listade i Catalogue of Life.